# Asociaal gedrag
Asociaal gedrag is een vorm van deviant gedrag waarbij geen rekening wordt gehouden met andere mensen of de omgeving. In Nederland wordt in het dagelijkse taalgebruik iemand die asociaal gedrag vertoont vaak een 'aso', 'hufter' of, sinds 2005, 'tokkie' genoemd; in Vlaanderen wordt de als beledigend ervaren term 'marginaal' gebruikt.
In de eerste helft van de twintigste eeuw werd ingesleten asociaal gedrag meestal aangeduid met onmaatschappelijkheid, in de loop van de jaren 1960 werd die term vervangen door 'onaangepastheid', 'probleemgezinnen' of 'gezinnen met bijzondere sociale problematiek'.

## Geschiedenis
In 1933 maakte de Amsterdamse sociaal-psychiater Arie Querido (1901-1983) bij zijn beschrijving van de woonschool Zeeburgerdorp onderscheid tussen drie groepen bewoners: de voorwaardelijk maatschappelijken (door armoede in de problemen gekomen gezinnen; door opheffing van de armoede weer maatschappelijk te maken), de voorwaardelijk onmaatschappelijken (gezinnen met grote maatschappelijke problemen zoals dronkenschap, geestesziekte of debiliteit; mogelijk met steun, hulp en toezicht te helpen) en de onvoorwaardelijk onmaatschappelijken (de groep hopeloze gevallen, de onverbeterlijken). Deze indeling doet denken aan de Engelse termen worthy en unworthy poor.
Volgens de katholieke sociaal-geograaf Harrie Litjens (1918-1986) was een gezin onmaatschappelijk als het in ernstige mate leefde beneden het minimumniveau, zoals dat in de omringende maatschappij als redelijk en noodzakelijk werd beschouwd. Als oorzaak beschouwde hij historische ontwikkelingen als industrialisatie en woningnood. In zijn in 1953 verschenen studie over onmaatschappelijkheid in Maastricht, Nederlands oudste industriestad, telde hij 798 'a-sociale' en 408 'zwak sociale' gezinnen, in totaal 7,5% van de bevolking, tegen 4% in Nederland gemiddeld. Verbetering werd verwacht van herhuisvesting, onder andere in woonscholen, en heropvoeding door maatschappelijk werkers.
De socioloog Herman Milikowski (1909-1989) publiceerde in zijn proefschrift Lof der onaangepastheid in 1961 een afwijkende visie op de onmaatschappelijkheidsbestrijding in die tijd. Zo stelde hij dat niet de onmaatschappelijken, maar de factoren die onmaatschappelijkheid veroorzaakten, zoals slechte woonomstandigheden en sociaal-culturele achterstanden, bestreden dienden te worden.

## Aspecten

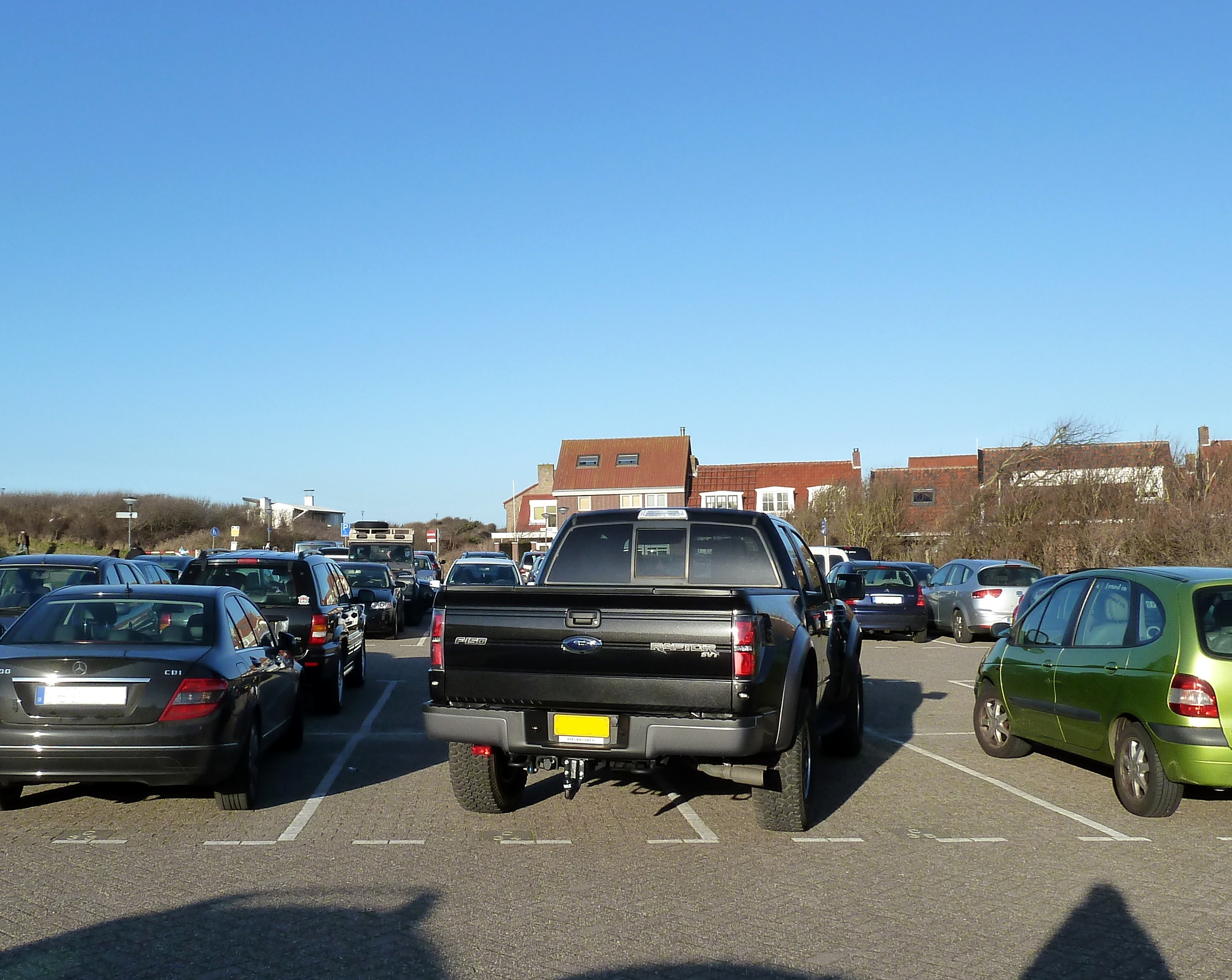
Voorbeeld van asociaal gedrag in het verkeer; een auto bezet meerdere parkeerplekken

Asociaal gedrag kan bewust optreden, zoals in geval van vandalisme, maar ook onbewust door onwetendheid of onverschilligheid. Ook een antisociale persoonlijkheidsstoornis kan bijdragen aan asociaal gedrag. Mensen met asociaal gedrag proberen vaak ook sociaal contact met andere mensen te vermijden. Dergelijk gedrag wordt door andere mensen vaak gezien als hinderlijk zoals iemand die zijn muziek zo hard zet dat de buren er last van hebben, tot zelfs gevaarlijk zoals een automobilist die geen rekening houdt met andere weggebruikers. Behalve in het dagelijks leven is er ook asociaal gedrag op bijvoorbeeld internet, zoals trollen.
Zowel asociaal als sociaal gedrag wordt door ieder mens anders ervaren. Bij heel jonge kinderen zoals peuters kan soms asociaal gedrag optreden, maar dit wordt doorgaans geaccepteerd omdat deze kinderen nog te jong zijn en nog geen theory of mind hebben ontwikkeld om het verschil tussen beide gedragsvormen te kennen. Meestal zijn kinderen pas vanaf hun vierde/vijfde levensjaar in staat onderscheid te maken tussen asociaal en sociaal gedrag.  
Asociaal gedrag heeft vaak vervelende gevolgen voor de directe omgeving van de persoon die dit gedrag vertoont. In extreme situaties wordt wel voor aparte asowoningen ofwel wooncontainers gepleit, die ver van burgerlijke nederzettingen zouden dienen te worden geplaatst. Een Nederlands Tweede Kamerlid pleitte in 2011 zelfs voor tuigdorpen. In 2009 startte SIRE in Nederland een actie om onbewust asociaal gedrag aan te kaarten.